# Asota circularis
Asota circularis là một loài bướm đêm thuộc họ Erebidae. Nó được tìm thấy ở Papua New Guinea.